# Krzyż Milenijny w Zagórzu
Krzyż Milenijny w Zagórzu – pomnik w postaci krzyża, znajdujący się w Zagórzu.
Został ustanowiony w 2000 dla upamiętnienia Wielkiego Jubileuszu Roku 2000, a jednocześnie z okazji 250-lecia istnienia parafii w Zagórzu. Jego waga wynosi 45 ton, ma wysokość 16 m, rozpiętość ramion 3,2 m. Został umieszczony na szczycie wzniesienia, z którego rozciąga się widok na Stary Zagórz. 11 listopada 2000 krzyż poświęcił abp metropolita przemyski Józef Michalik.
Na froncie krzyża została umieszczona tablica pamiątkowa z inskrypcją: W roku wielkiego jubileuszu 2000-lecia narodzin Chrystusa, w 250-tą rocznicę powstania parafii w Zagórzu, w roku konsekracji kościoła w Nowym Zagórzu wierni zagórskich parafii. Zagórz 11 XI 2000r.
27 kwietnia 2010 w Zagórzu z inicjatywy ks. Eugeniusza Dryniaka odbyła się uroczystość zasadzenia dębów pamięci koło Krzyża Milenijnego. W ten sposób uhonorowano trzech zagórzan-ofiary zbrodni katyńskiej; byli to: pułk. Wawrzyniec Łobaczewski, ppor. Jerzy Franciszek Albert i ppor. Zbigniew Wyskiel.
W przeszłości nieopodal na wzgórzu od 1933 istniał krzyż postawiony w rocznicę odzyskania niepodległości w 1918, który został zniszczony podczas II wojny światowej.